# Districtul Djaafra
Djaafra este un district din provincia Bordj Bou Arreridj, Algeria.